# 天主教埃卡提佩教區
天主教埃卡提佩教區（拉丁語：Dioecesis Ecatepecensis）是墨西哥一個羅馬天主教教區，屬特拉爾內潘特拉總教區。
教區成立於1995年6月28日，位於墨西哥州中部。2006年有教友3,400,000人（佔轄區總人口79.1%）、八十九個堂區、129名司鐸。現任教區主教為奧斯卡·羅伯托·多明格斯·庫托朗。